# Beymen
Beymen is een in 1971 door Osman Boyner in Turkije opgericht kledingmerk. Onder de naam Beymen worden ook warenhuizen geëxploiteerd. Tot Beymen behoren de submerken Beymen Multibrand Stores, Beymen Club, Beymen Blender en Beymen Shu. In juni 2021 had Beymen 44 winkels in heel Turkije. 
Begin jaren 90 bracht Beymen in haar winkels luxe modemerken bij elkaar onder één dak. Dit leidde in 1994 tot de opening van een modewarenhuis van 5.200 m² in het winkelcentrum Akmerkez in Istanbul. In de jaren daarna volgde de opening van meerdere warenhuizen met monobrandwinkels in haar vestigingen van modehuizen als Céline, Dolce & Gabbana en Saint Laurent. In 2013 werd het grootste warenhuis van Turkije geopend, het Zorlu Center met een oppervlakte van bijna 10.000 m². In het warenhuis is ook het restaurant 'Morini' gevestigd, dat is bekroond met een Michelin-ster.
Veel merken zoals Dior, Saint Laurent, Valentino, Céline, Stella McCartney en Dolce&Gabbana worden in Turkije alleen verkocht in Beymen-winkels.
In juni 2019 vergrootte het Qatarese Mayhoola haar aandelenbelang in Beymen van 54 tot 97%.